# Solenochalcidia
Solenochalcidia is een geslacht van vliesvleugeligen uit de familie bronswespen (Chalcididae). De wetenschappelijke naam van dit geslacht is voor het eerst geldig gepubliceerd in 1951 door Steffan.

## Soorten
Het geslacht Solenochalcidia is monotypisch en omvat slechts de volgende soort:
- Solenochalcidia insolita (Walker, 1871)